# Rtenín
Rtenín, mezi místními také Vertejn či Vertenín, je malá vesnice, část obce Mladoňovice v okrese Chrudim. Nachází se asi 1 km na jihozápad od Mladoňovic. V roce 2009 zde bylo evidováno 15 adres. V roce 2011 zde trvale žilo 37 obyvatel.
Rtenín leží v katastrálním území Petříkovice u Mladoňovic o výměře 2,71 km2.

## Název
Název se vyvíjel od varianty Rtenín (1567), Rtenjn (1578), Rtienin (1628), Rtětin (1654), Rtegnin (1713), Erteyn (1789), Rtein a Wertein (1837), později lidově Vertenín. Pojmenování je odvozeno z osobního jména Rtyně a původně znělo Rtynín, později bylo změněno y v e.

## Historie
První písemná zmínka o vsi pochází z roku 1567.

## Přírodní poměry
Rtenínem teče bezejmenný potok, který se východně od vsi vlévá do Okrouhlického potoka. Průměrná nadmořská výška činí 510 metrů.

## Obyvatelstvo
| Rok            | 1869 | 1880 | 1890 | 1900 | 1910 | 1921 | 1930 | 1950 | 1961 | 1970 | 1980 | 1991 | 2001 | 2011 |
| -------------- | ---- | ---- | ---- | ---- | ---- | ---- | ---- | ---- | ---- | ---- | ---- | ---- | ---- | ---- |
| Počet obyvatel | 79   | 97   | 66   | 79   | 75   | 71   | 82   | 71   | 73   | 74   | 60   | 61   | 47   | 37   |
| Počet domů     | 11   | 11   | 12   | 14   | 14   | 14   | 14   | 15   | .    | 15   | 15   | 14   | 12   |      |

## Doprava
Vsí prochází silnice III. třídy č. 3403 do Mladoňovic. Dopravní obslužnost zajišťuje dopravce ARRIVA VÝCHODNÍ ČECHY. Autobusy jezdí ve směrech Chrudim, Mladoňovice, Bojanov, Seč, Hoješín, Běstvina, Morašice a Hrbokov. Vede tudy cyklistická trasa č. 4111 z Hrbokova do Mladoňovic.